# Bolsa de Amberes
La Bolsa de Amberes fue la primera bolsa de materias primas del mundo construida para este fin (se fundó antes de que existieran las acciones y los valores, por lo que no era estrictamente una bolsa de valores). El edificio cayó en desuso en el siglo XVII, y fue restaurado para albergar a la Bolsa de Amberes entre 1872 y 1997. Tras una nueva restauración, el edificio es ahora parte de un lugar dedicado a la celebración de eventos conocido como Feria de Comercio de Amberes.

## Historia
Al asumir Amberes el papel de centro de comercio que tenía Brujas, creció hasta convertirse en una gran metrópoli con más de 100 000 habitantes, incluyendo 10 000 comerciantes extranjeros, en su mayoría españoles y portugueses. En 1531 se le dio a la antigua bolsa un nuevo edificio, concebido como una plaza rectangular con galerías cubiertas por cuatro lados, construida sobre una intersección de calles. Durante medio siglo esta bolsa sería el centro neurálgico del comercio europeo y el modelo para ciudades con ambiciones similares.
Por iniciativa de Thomas Gresham, el representante de la Corona inglesa en Amberes, la Royal Exchange de Londres se abrió en 1565 con este modelo. También se llamaba «the Bourse» hasta que la reina Isabel I, tras una visita el 23 de enero de 1570, cambió su nombre por el de «Royal Exchange». La Bolsa de Midelburgo se abrió en 1592, luego la de Róterdam en 1595 y la de Ámsterdam en 1611.

## Edificio
El primer edificio de estilo gótico tardío brabantino data de 1531, según un diseño de Domien de Waghemakere. Un espacio abierto rectangular estaba cerrado por una columnata cubierta con bóvedas de crucería. El concepto de galería de este edificio sirvió como modelo para la Royal Exchange de Londres (diseñada por Hendrik van Paesschen), así como para Róterdam, Ámsterdam y Lille. Las altas «torres pagoda» con casco octogonal y cilíndrico pueden haber servido como un mirador hacia el puerto. Cada nación tenía una representación más o menos permanente en la bolsa.
Después de un incendio en 1583, la bolsa fue inmediatamente reconstruida según el mismo plan. El sitio de Amberes (1584-1585) y la rendición al Ejército de Flandes provocó un declive en el comercio, con Amberes incapaz de competir con Ámsterdam. Entre 1661 y 1810 el edificio se utilizó, entre otras cosas, como academia de dibujo y sede de la Guilda de San Lucas. El espacio interior abierto fue cubierto con una cúpula en 1853 por Charles Marcellis, siguiendo el ejemplo del Palacio de Cristal de Londres.
Después de que un segundo incendio en 1858 destruyera una vez más el edificio, las autoridades de la ciudad de Amberes organizaron en dos ocasiones un concurso de diseño en el que había que preservar el antiguo concepto. El edificio actual fue finalmente completado en 1872 por el arquitecto Joseph Schadde. Se trata de una notable combinación del estilo neogótico y de técnicas revolucionarias, en particular la construcción metálica para el revestimiento del interior. El edificio albergó la Bolsa de Amberes (una verdadera bolsa de valores) desde 1872 hasta su fusión con la Bolsa de Bruselas en 1997.
Con el cierre de la Bolsa de Amberes en 1997, el edificio perdió su función y fue abandonado y descuidado. Tras una larga e intensa renovación, debía reabrirse en octubre de 2019 como salón de eventos con restaurante, hotel y paseo abierto al público. La reapertura está actualmente programada para principios de 2020.